# Даллас: Джей Ар возвращается
Даллас: Джей Ар возвращается (англ. Dallas: J.R. Returns) — американский телефильм и один из двух фильмов-сиквелов сериала «Даллас». Премьера фильма состоялась 15 ноября 1996 года на телеканале CBS, а исполнители ведущих ролей в сериале, Ларри Хэгмэн, Линда Грей и Патрик Даффи вернулись к игре своих персонажей. Фильм разрешает клиффхэнгер в финале сериала и показывает события спустя пять лет после этого. 12 апреля 2011 года фильм был выпущен на DVD вместе со вторым фильмом-продолжением — «Даллас: Война Юингов».

## Сюжет
Уже на первых минутах фильм решает захватывающий финал сериала, в котором Джей Ар собирался покончить жизнь самоубийством, застрелившись. На самом же деле оказывается, что он стрелял в зеркало, а не себя.
Несколько лет спустя Джей Ар живёт в Европе, в то время как Бобби Юинг владеет Саутфортом вместе со своим сыном Кристофером, и больше не занимается нефтью, а Клифф Барнс по-прежнему является президентом «Юинг Ойл», наслаждаясь своей победой над Джей Ар. Тем не менее все не так хорошо, как кажется на первый взгляд. Бобби хочет продать Саутфорт, а Клифф — «Юинг Ойл» гигантскому конгломерату. После визита в «Юинг Ойл», Джей Ар узнает, что Джок Юинг оставил Джону Россу акций компании на двести миллионов долларов. Так как Джон Росс живёт в Европе с Сью Эллен, он не знает о своей доли в компании, а его отец, Джей Ар, хочет заполучить его деньги.

## Актёры и персонажи

### В главных ролях
(в алфавитном порядке)
- Розалинд Аллен — Джулия Каннингем
- Крис Деметрал — Кристофер Юинг
- Патрик Даффи — Бобби Юинг
- Линда Грей — Сью Эллен Юинг
- Ларри Хэгмэн — Джей Ар Юинг
- Омри Кац — Джон Росс Юинг III
- Дебора Келлнер — Памела Ребекка Купер
- Джордж Кеннеди — Картер Маккей
- Кен Керчевал — Клифф Барнс
- Одри Ландерс — Эфтон Купер
- Трэйси Скоггинс — Анита Смитфилд

### Второстепенный состав
- Дебора Реннард — Сильвия Ловегрен
- Бак Тейлор — Стив Гришэм
- Джордж О. Петри — Харв Смитфилд